# Saison 2016 des Mets de New York
La saison 2016 des Mets de New York est la 55e saison en Ligue majeure de baseball pour cette franchise. 
Son début doit avoir lieu le 3 avril 2016 à Kansas City pour un match face aux Royals.
Les Mets de New York amorcent 2016 en tant que champions en titre de la Ligue nationale après avoir participé, dans une cause perdante, à la Série mondiale 2015.

## Contexte
En 2015, les Mets remportent 90 victoires contre 72 défaites. Ces 11 matchs gagnés de plus qu'en 2014 représentent leur meilleure saison depuis 2006, leur première saison gagnante depuis 2008, et leur vaut un premier titre de la division Est de la Ligue nationale depuis 2006 et une première participation aux séries éliminatoires depuis la saison 2006. Après avoir détrônés et devancés par 7 matchs les Nationals de Washington dans la division Est, les Mets éliminent les Dodgers de Los Angeles et les Cubs de Chicago pour remporter leur 5e titre de la Ligue nationale en 54 ans d'histoire, et leur premier depuis 2000. Ils échappent cependant le titre ultime du baseball majeur, s'incliant en 5 parties face aux Royals de Kansas City en Série mondiale 2015.

## Calendrier pré-saison
L'entraînement de printemps 2016 des Mets se déroule du 3 mars au 1er avril.

## Saison régulière
La saison régulière des Mets débute le 3 avril 2016 à Kansas City par une visite aux Royals de Kansas City, l'équipe contre laquelle ils ont perdu la Série mondiale 2015 et le dernier match de la saison 2015 le 1er novembre précédent. C'est la première fois que les deux adversaires d'une Série mondiale s'affrontent au premier jour de la saison suivante, une coïncidence puisque ce match d'ouverture a été programmé bien avant que les deux clubs ne se qualifient pour la finale de 2015. Le premier match local des Mets au Citi Field de New York en 2016 est programmé pour le 8 avril face aux Phillies de Philadelphie.

### Classement
| Ligue nationale division Est | V  | D  | %    | Diff. | Diff. (séries) |
| ---------------------------- | -- | -- | ---- | ----- | -------------- |
| Nationals de Washington      | 95 | 67 | ,586 | -     | -              |
| Mets de New York             | 87 | 75 | ,537 | 8     | -              |
| Marlins de Miami             | 79 | 82 | ,491 | 15½   | 7½             |
| Phillies de Philadelphie     | 71 | 91 | ,438 | 24    | 16             |
| Braves d'Atlanta             | 68 | 93 | ,422 | 26½   | 18½            |

## Affiliations en ligues mineures
| Niveau            | Équipe                | Ligue                         |
| ----------------- | --------------------- | ----------------------------- |
| AAA               | 51s de Las Vegas      | Ligue de la côte du Pacifique |
| AA                | Mets de Binghamton    | Eastern League                |
| A-Advanced        | Mets de Sainte-Lucie  | Ligue de l'État de Floride    |
| A                 | Fireflies de Columbia | South Atlantic League         |
| A (saison courte) | Cyclones de Brooklyn  | New York - Penn League        |
| Ligue des recrues | Mets de Kingsport     | Appalachian League            |
| Ligue des recrues | Gulf Coast Mets       | Gulf Coast League             |
| Ligue des recrues | DSL Mets 1            | Dominican Summer League       |
| Ligue des recrues | DSL Mets 2            | Dominican Summer League       |